# Dubovany
Dubovany és un poble i municipi d'Eslovàquia que es troba a la regió de Trnava, a l'oest del país. La primera menció escrita de la vila es remunta al 1113.

## Demografia
| Godina             | 1994 | 2004   | 2014   | 2024    |
| ------------------ | ---- | ------ | ------ | ------- |
| Nombre de persones | 871  | 935    | 1004   | 1107    |
| Diferència         |      | +7,34% | +7,37% | +10,25% |

| Godina             | 2023 | 2024   |
| ------------------ | ---- | ------ |
| Nombre de persones | 1088 | 1107   |
| Diferència         |      | +1,74% |